# Antonio Corradini

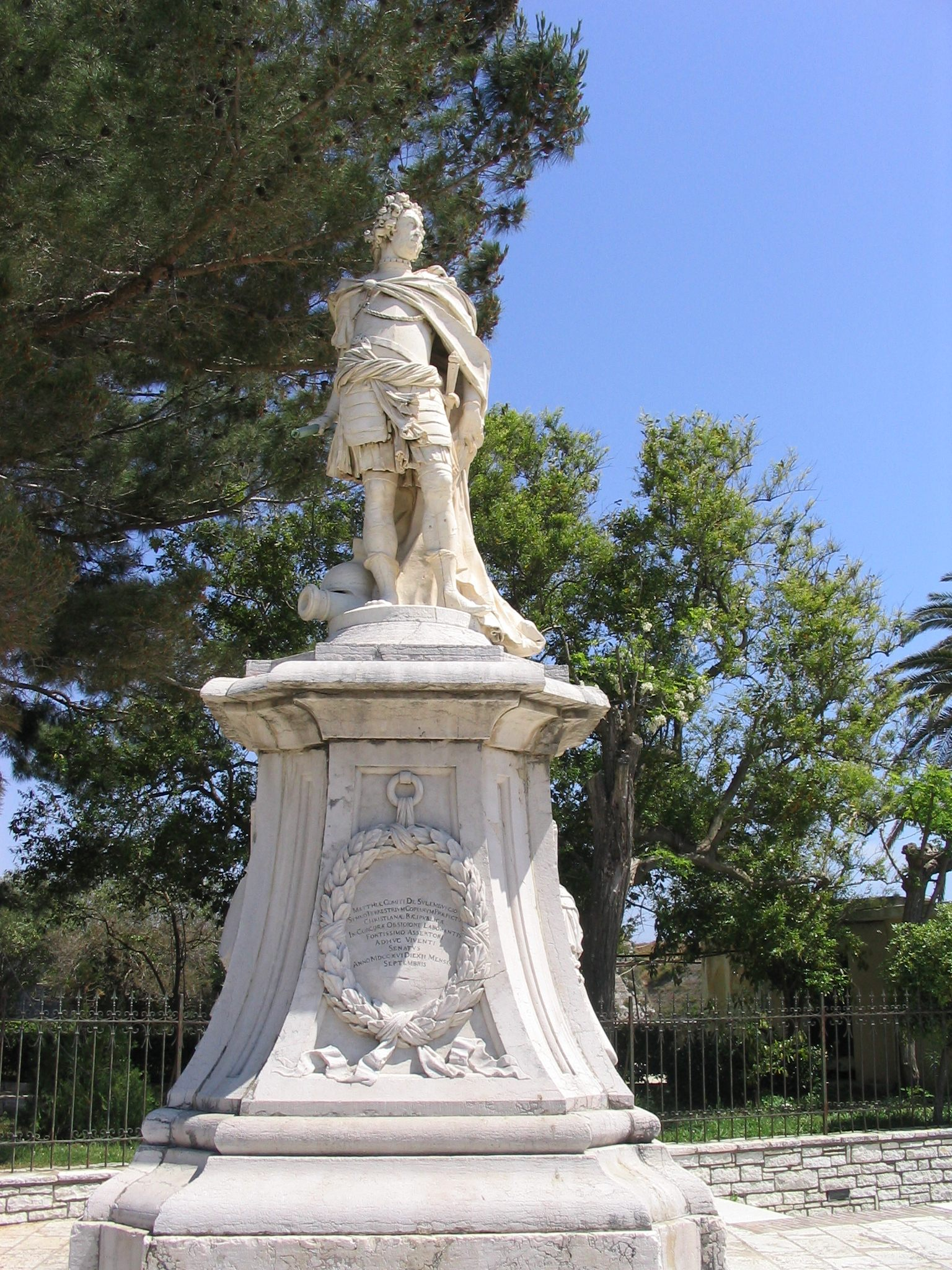
Pomník benátského maršála Johanna Mathiase hraběte ze Schulenburgu, na ostrově Korfu

Antonio Corradini (19. října 1688 Benátky – 12. srpna 1752 Neapol) byl benátský sochař období rokoka, činný také ve Vídni, v Římě a v Neapoli.

## Život
Mnohé informace o počátcích jeho života a kariéry si protiřečí, včetně místa narození. Narodil se v chudé rodině Gerolama Corradiniho, speditéra benátského přístavu, a jeho ženy Barbary, ve farním obvodu Sv. Víta a Modesta. Ve čtrnácti letech vstoupil na 5 let do učení jako kameník a sochař, jeho učitelem byl Antonio Tarsia (1663 – cca 1739). S dcerou svého učitele Marií Tarsií se kolem roku 1723 oženil. Jako tovaryš pokračoval prací v dílně Antonia Torcetty, od něhož se naučil například tesat v mramoru modelaci tváře pod závojem.

## Kariéra a dílo
Kolem roku 1709 provedl první doloženou sochařskou práci na fasádě kostela San Stae v Benátkách. Roku 1711 byl registrován jako sochař ve sdružení kameníků Arte dei Tagliapietra. Roku 1713 si otevřel vlastní dílnu a pracoval v Zadaru na sochách pro chrám sv. Donata a pro katedrálu sv. Anastázie.
V následujících letech pracoval pro východoevropské objednavatele. V letech 1716-17 vytvořil 18 bust a 2 sochy pro letní zahrady ruského cara Petra Velikého v Petrohradu a vytesal první sochu ženy pod závojem, další jsou datovány léty 1722 - 1750. V letech 1718 - 1719 zhotovil pomník hraběte Johanna Mathiase von Schulenburg, benátského maršála a velitele námořních sil, obránce ostrova Korfu. Rokem 1718 je datován jeho oltář katedrály v Rovigu. Roku 1720 mu bylo placeno za oltář blahoslavené Hemmy v tamní kryptě. Pro saského kurfiřta a polského krále Augusta Silného Corradini vytesal skupinu mramorových soch: Nessus a Deianeira (1718–23), Apollo a Marsyas, Zephyrus a Flora (1723-8) pro palácové zahrady v Drážďanech. Poslední ze jmenovaných je nyní vystavena ve Victoria and Albert Museu v Londýně.

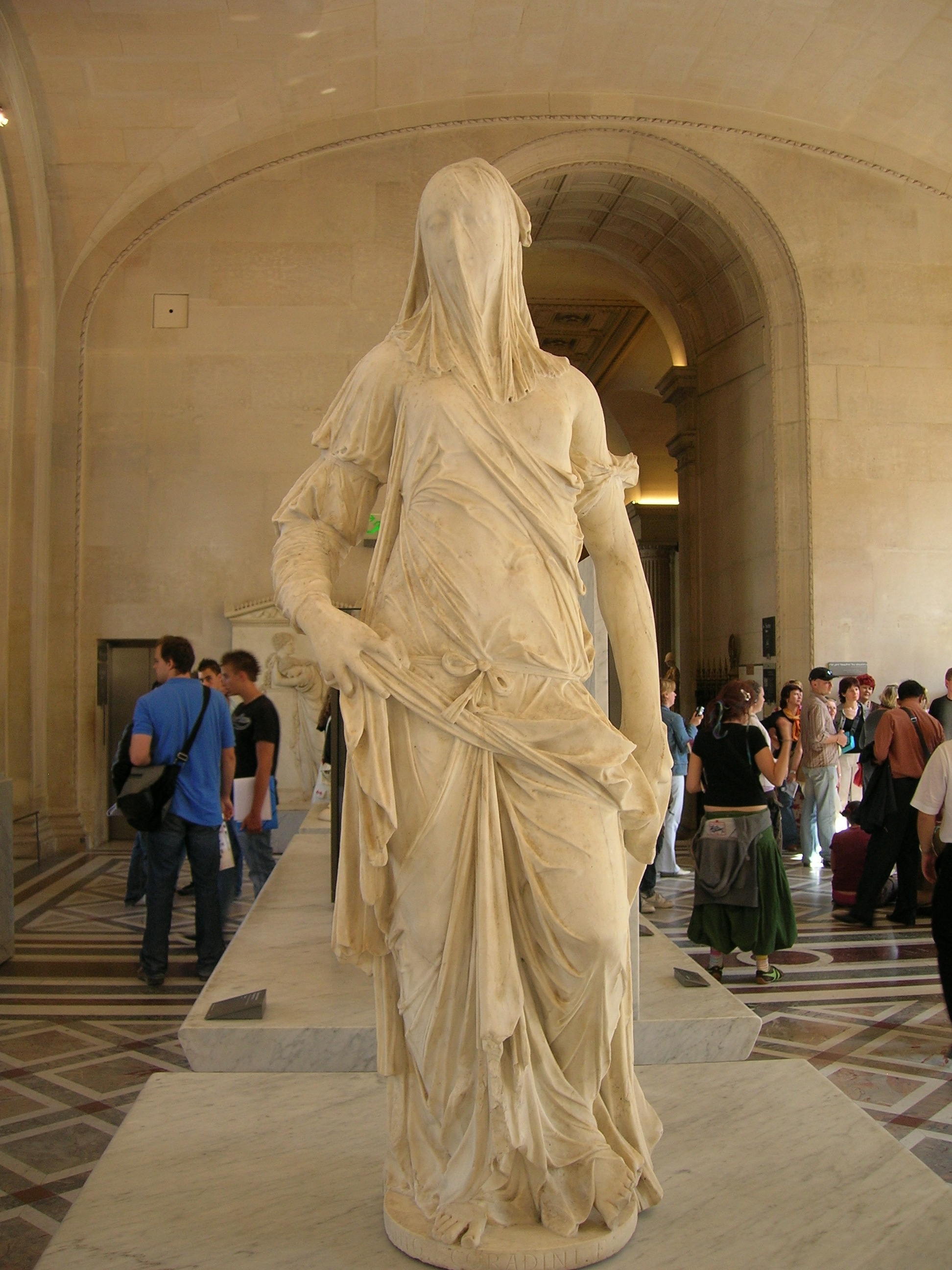
Žena pod závojem, Louvre

Ve 20. letech 18. století se Corradini stal velmi vyhledávaným umělcem. Pracoval pro katedrálu v Udine a pro tamní chrám San Giacomo. Tesal výzdobu oltáře katedrály v Este (1722–25). V letech 1724-28 vyzdobil schodiště a interiéry Dóžecího paláce v Benátkách a fasádu zvonice chrámu San Marco.
V letech 1729-30 se Corradini na pozvání císaře Karla VI. přestěhoval do Vídně. Zhotovil Archu úmluvy pro Győr. Roku 1735 vytvořil své stěžejní monumentální dílo pro Prahu: podle kresby Josefa Emanuela Fischera z Erlachu vymodeloval dřevěné bozetto náhrobní sochy sv. Jana Nepomuckého, klečícího na tumbě, nesené anděly, pro katedrálu sv. Víta na Pražském hradě. Modely převedl skutečné velikosti.
Tyto plastiky pak v nadživotní velikosti ve stříbře provedl vídeňský stříbrník Johann Joseph Würth se třemi pomocníky. Smontovali je až v Praze.
Dále Corradini tesal Josefskou kašnu (Josephsbrunnen) ve Vídni. Sochami vyzdobil dva oltáře v Karlskirche. Také navrhoval plastické divadelní kulisy pro dvorní divadlo. V roce 1736 s ním na téže práci spolupracoval Antonio Galli Bibiena.
Po smrti císaře Karla VI., císařovny a J.E. Fischera z Erlachu zůstal Corradini bez zakázek a v osobní krizi. Odcestoval do Říma.
V Římě Corradini vytvořil 8 modelů nadživotních soch světců pro Svatopetrskou baziliku a bustu papeže Benedikta XIV. Další sochu tam vytvořil pro Palazzo Barberini.
Roku 1744 Corradini přesídlil do Neapole, aby vyzdobil rodinnou kapli Raimonda di Sangro, XVII. prince ze Sansevero, který byl stejně jako Corradini svobodný zednář. Vytvořil celkem 36 hliněných modelů. Práce uzavřel roku 1750 předčasně pro náhlou smrt objednavatele, a to sochou Pravda pod závojem (či Skromnost), což byla náhrobní socha Cecílie Gaetani dell'Aquila Aragonské, matky Raimonda de Sangro, některé modely zůstaly neprovedeny.
Je pohřben v Neapoli v kostele Santa Maria della Rotonda.